# Andrea De Carlo

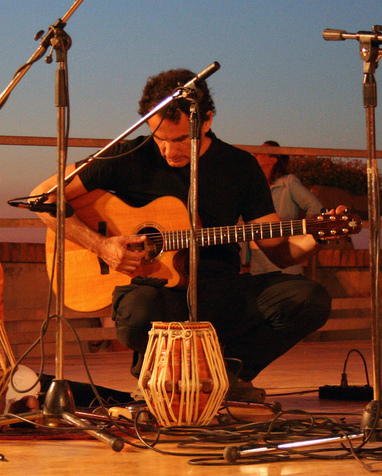
Andrea De Carlo

Andrea De Carlo (Milaan, 11 december 1952) is een Italiaans schrijver. 
De Carlo groeide op in Milaan. Zijn haat tegen de Noord-Italiaanse stad werd later een terugkerend thema in zijn boeken. Als twintiger woonde hij in de Verenigde Staten en Australië, waar hij onder meer de kost verdiende als leraar Italiaans.
Na terugkeer in Italië vestigde hij zich in de buurt van de stad Urbino. Korte tijd later werd zijn eerste roman gepubliceerd: Treno di Panna, met op de achterflap een aanprijzende tekst van collega-auteur Italo Calvino.
Naast het schrijven van boeken componeerde De Carlo muziek en was hij betrokken bij het maken van films. Hij regisseerde de documentaire Le facce di Fellini. De boeken van De Carlo zijn in verschillende talen vertaald, onder meer in het Engels, Nederlands en Duits.